# Transfer (banda)
Transfer fue una de las primeras bandas de rock de Valencia,[cita requerida] que se formó a principios de los 90 y que creció en el barrio de Benicalap, del que, posteriormente, salieron muchos más grupos. Cuentan con 8 discos en la calle y con conciertos acumulados por toda la península, con casi todos los grupos del panorama del rock nacional de ayer y de hoy. El grupo anunció su retirada de los escenarios en julio de 2011.

## Origen
Se formó en agosto de 1990 bajo el nombre de "Mala Suerte", el cual se cambió por el actual de Transfer al poco tiempo, ya que aparecieron varios grupos con el mismo nombre. Por aquel entonces el grupo lo formaban:
Julián Garrido: Batería | José Miguel Sanz "Abuelo": Guitarra y voces | José Miguel Jiménez "Genio": Guitarra y voces | Antonio Fernández Arispon "Aris" Bajo y voz.
Al año abandonó el grupo el batería Julián, entrando en su lugar el batería Agustín Ruiz "Kono", con esa formación graban su única maqueta, que les sirvió para conseguir algunas actuaciones por su zona (Valencia) y alrededores.

## Los primeros cambios y los primeros discos
En diciembre de 1993 y enero de 1994 graban el primer disco totalmente autoproducido, el cual se encargan de editar (también en vinilo), distribuir y vender ellos mismos. Este disco se llamó "Años de Rock ´n´ Roll y de Malos Momentos". Con este disco empezaron a tocar por ciudades fuera de Valencia.
En agosto de 1995 entran en estudio para grabar lo que sería el segundo larga duración, "La Gran Mentira"; el disco se grabó en el mes de agosto y se mezcló en octubre de ese mismo año, también la producción, grabación, edición, etc. corrieron a cargo del grupo.
Siguieron tocando por bastantes ciudades fuera de Valencia y empezaron a ser algo conocidos en el entorno del rock.

## Entrada en Locomotive, discos y cambios de formación
A principios de 1997 abandonan el grupo los dos guitarras "Abuelo" y "Genio", entrando en su lugar Juancar y Fede. Ya con esta formación graban a finales de ese mismo año y principios de 1998 el tercer disco llamado "Fin de Siglo" y firman contrato con la compañía Locomotive Music a través de Manolo Rock Aguilar, su nuevo mánager.
Se hicieron bastantes actuaciones por toda España y aparecen varios temas del grupo en algunos discos recopilatorios como: "Rockomendados", de la revista Heavy Rock con el tema "Okupa y resiste" - "Los 100 de Tipo" y "Derrame Rock" del programa de radio del mismo nombre con el tema "Falsos dioses" y en el recopilatorio "Duro Despegue" con el tema "No te dejes engañar". Por diferencias de criterio a la hora de como funcionar, el grupo vuelve a trabajar sin mánager.
Ya en diciembre de 1999 graban "Utopía" en los estudios Box de Madrid, que vuelve a ser editado por Locomotive Music. Después de unos 100 conciertos después de editar el disco, entran a grabar en el verano del 2001 su 5.º álbum, "Canciones Desencantadas", en los estudios R.P.M de Valencia. Aris se centra en la voz a la hora de interpretar las canciones y el bajo queda a cargo de Carlos Ceballos, un joven seguidor del grupo desde hacía años.
El disco sale para marzo de 2002, vuelve a ser editado por Locomotive.
En octubre de 2002, Juan Carlos, por causas personales, decide abandonar el grupo, entrando en su lugar un amigo de muchos años, Víctor Verdejo. Con esta nueva formación realizan más de 120 conciertos por todo el país. Tras más de siete años deciden abandonar su actual compañía por falta de entendimiento.

## Últimos discos, vuelta a la autoproducción y disolución
En agosto de 2004 entraron a grabar su sexto disco, "Jentes", que salió a finales de noviembre de ese mismo año y dio paso a una nueva etapa de su carrera musical autoeditando toda su discográfica y cediendo los derechos de distribución a Santo Grial Records.
A finales de verano de 2005, Kono abandona la banda y Hugo pasa a formar parte del grupo como nuevo batería dando su primer concierto con Transfer el 26 de septiembre de 2005.
En mayo de 2007 editan su séptimo disco de estudio, "Que sigues así..", con 12 nuevas canciones que mantienen el estilo que caracteriza al grupo.
Ya en enero de 2008, se hace pública la salida del grupo de Víctor, Hugo y Fede, por diferencias en la concepción del futuro del grupo, según anuncia la propia banda. A finales de febrero de 2008, la banda anuncia a los tres componenentes que acompañarán a Aris y Carlos: Pablo (batería), Eleazar (guitarra) y Javi (guitarra). Un año más tarde, a principios de 2009 el guitarrista Eleazar sale de la banda y entra Fita. Llega el año 2010 y se suceden nuevos cambios en la formación anunciados en enero, ya que Javi y Pablo dejan la banda dando paso a Ferrán (guitarra) y Aitor (batería).
Con la nueva nueva formación recién estrenada se entra en el estudio Illogic de Valencia, para grabar su octavo disco, "Cicatrices, 8 46025". Fue grabado por Aris (voz), Karlos (bajo y coros), Ferrán (guitarra y coros), Fita (guitarra) y Aitor (batería), y publicado en abril de 2010.
Con este disco bajo el brazo siguen recorriendo el país, saliendo también de la península para visitar Baleares y actuando tanto en pequeños locales como en grandes festivales como por ejemplo el Aupa Lumbreiras 2010 y el Viña-Rock 2011.
El 29 de julio de 2011 la banda anuncia su retirada definitiva de los escenarios después de 21 años y 8 discos. A finales de 2012 el cantante Aris se embarca en un nuevo proyecto y crea el grupo Sin Propina, con el que continúa en activo a día de hoy.

## Miembros
Última formación
- Aris: Voz (1990-2011), bajo (1990-2001)
- Ferrán: Guitarra y coros (2010-2011)
- Fita: Guitarra solista (2009-2011)
- Carlos Cevallos: Bajo y coros (2001-2011)
- Aitor: Batería (2010-2011)

Miembros anteriores
- José Miguel Sanz "Abuelo" - Guitarra (1990-1997)
- José Miguel Jiménez "Genio" - Guitarra (1990-1997)
- Juan Carlos Porta - Guitarra (1997-2002)
- Federico Abad - Guitarra (1997-2008)
- Víctor Verdejo - Guitarra (2002-2008)
- Javi - Guitarra (2008-2010)
- Eleazar - Guitarra (2008-2009)
- Julián Garrido - Batería (1990-1991)
- Agustín Ruiz "Kono"- Batería (1991-2005)
- Hugo - Batería (2005-2008)
- Pablo - Batería (2008-2010)

Cronología

## Discografía

### Álbumes
Transfer ha publicado los siguientes discos:
- Años de Rock 'n' Roll y de Malos Momentos (1993)

1. ¿Mañana que haré?
2. ¡Qué mal está!
3. Bis a bis
4. Cerveza
5. Mi amiga soledad
6. No tiene salida
7. Cero a la izquierda
8. Alegra el corazón
9. El último adiós
10. Malos Momentos

- La Gran Mentira (1995)

1. Okupa y resiste
2. Dos días nada más
3. La bajada
4. Traidor
5. En plan desesperao
6. Soberbia
7. No te dejes engañar
8. La gran mentira
9. Gente importante
10. No comprenderás
11. Todo terminó
12. Otro sabor

- Fin de siglo (1997)

1. Falsos Dioses
2. Sigue criticando
3. Siglo XX
4. Seres Humanos
5. Siempre que puedas
6. El desertor
7. ¡Vaya pues!
8. Buen Ciudadano
9. Odia el amor
10. Soñador
11. Pepe Blues

- Utopía (1999)

1. Sin saber por qué
2. Desde que te vi
3. Confusión
4. Con el ejemplo
5. Pagando caro
6. Malos tragos
7. Escoria
8. Aún quedan ilusiones
9. Detrás del miedo
10. Poca claridad
11. Vale la pena
12. San Francisco de Jachís

- Canciones desencantadas (2002)

1. Atrévete a pensar
2. Contradicción
3. Sin contrato
4. El pajarillo
5. Delirio
6. Dinero
7. Aquella marioneta
8. Los jueves
9. !Que bonito¡
10. Somos más

- Jentes (2004)

1. Una y otra vez
2. Harto
3. Domesticao
4. La buena cara
5. Bakalao
6. Soy
7. La mosca
8. Rock baboso
9. El perdedor
10. Tienes que aprender
11. Canción pa' unos colegas
12. En alas de la libertad

- Que sigues así (2007)

1. La rosa negra
2. Otra historia
3. Como el doberman
4. Dar la vara
5. Sentimientos enfrentados
6. Que se escuchen
7. Qué desastre
8. Sin ti, sin mí
9. El mismo mandamiento
10. Me han dicho...que dicen...
11. Preso
12. Déjale

- Cicatrices, 8 46025 (2010)

1. Borracho
2. Corona de espinas
3. La vida
4. Autoconvencido
5. La única razón
6. Otra canción
7. Me estoy volviendo loco
8. Venganza
9. Periferia
10. Tu y yo
11. Nunca más